# المؤتمر الدولي للأحزاب السياسية الآسيوية
المؤتمر الدولي للأحزاب السياسية الآسيوية (ICAPP) هو منتدى للأحزاب السياسية في بلدان ومحيطات آسيا، والذي تم إطلاقه في مانيلا في الفلبين في سبتمبر 2000. أهداف المؤتمر هي تعزيز التبادلات والتعاون بين الأحزاب السياسية من مختلف البلدان في المنطقة ومع الإيديولوجيات المختلفة؛ وتعزيز التفاهم والثقة المتبادلين بين البلدان الآسيوية؛ بالإضافة إالى تعزيز التعاون الإقليمي في آسيا من خلال الدور الفريد للأحزاب السياسية وقنواتها؛ وخلق بيئة للسلام الدائم والاشتغال المشترك في المنطقة.

## تشكيلة اللجنة الرئيسية
اعتبارًا من 24 مايو 2011، تتألف اللجنة الدائمة لـ ICAPP من ممثلين عن اثنين وعشرين عضوًا من أستراليا وأذربيجان والبحرين وكمبوديا والصين والهند وإندونيسيا وإيران واليابان وكازاخستان وجمهورية كوريا وماليزيا ونيبال، باكستان والفلبين والاتحاد الروسي وتركيا وفيتنام. يرأس رئيسان مشاركان اللجنة الرئيسة ويمثلان ICAPP بين الجمعيات العامة.

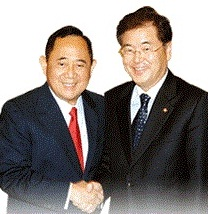
الرئيسان المساعدان للجنة الدائمة فيICAPP.

### الرئيسان المساعدان للجنة الدائمة
1. هون. خوسيه دي فينيسيا: الرئيس المؤسس لـ ICAPP؛ والمؤسس المشارك لـ LAKAS-CMD.
2. هون. تشونغ يوي يونغ: الرئيس السابق للجنة العلاقات الخارجية، الحزب الديمقراطي (الحزب الديمقراطي المتحد سابقًا)، جمهورية كوريا؛ الأمين العام لأمانة ICAPP.

### أعضاء اللجنة الدائمة (حسب الترتيب الأبجدي لاسم البلد)
3. الأونرابل شري فيجاي جولي رئيس الشؤون الخارجية لحزب بهارتيا جانتا، الهند
4. هون. شين ل. ستون: الرئيس الفيدرالي السابق للحزب الليبرالي الأسترالي
5. هون. علي جواد أوغلو أحمدوف: نائب رئيس وأمين تنفيذي لحزب أذربيجان الجديدة، أذربيجان
6. هون. صلاح علي عبد الرحمن: نائب رئيس مجلس النواب. رئيس الهيئة الاستشارية لجمعية المنبر الإسلامية (جمعية المنبر الإسلامية)، البحرين
7. هون.سوك آن: نائب رئيس الوزراء؛ عضو اللجنة الدائمة لحزب الشعب الكمبودي والوزير المسؤول عن مكتب مجلس الوزراء، كمبوديا
8. هون. كيو بوث ريسمي: نائب رئيس الوزراء السابق؛ رئيس حزب فونسينبيك، كمبوديا
9. هون. آل بنغ: نائب وزير الإدارة الدولية، اللجنة المركزية للحزب الشيوعي الصيني
10. هون. كاران سينغ: رئيس قسم الشؤون الخارجية في المؤتمر الوطني الهندي، الهند
11. هون. حسين كاشف فاهداتي: رئيس دار الأحزاب الإيرانية، إيران
12. هون. ثيو ل. سامبوا: نائب رئيس حزب جولكار، جمهورية إندونيسيا
13. هون. نيشيمورا شينامي: عضو في النظام الغذائي؛ المدير العام للإدارة الدولية، الحزب الديمقراطي الياباني
14. هون. تاناشي ياسوفومي: عضو في البرلمان؛ المدير العام للإدارة الدولية، الحزب الديمقراطي الليبرالي في اليابان
15. هون. نورلان نجاتولين: النائب الأول لرئيس حزب «نور أوتان» الديمقراطي الشعبي لجمهورية كازاخستان.
16. هون. هوانغ جين ها: عضو في الجمعية الوطنية؛ نائب رئيس لجنة السياسات، الحزب الوطني الكبير، جمهورية كوريا

## الجمعيات العامة

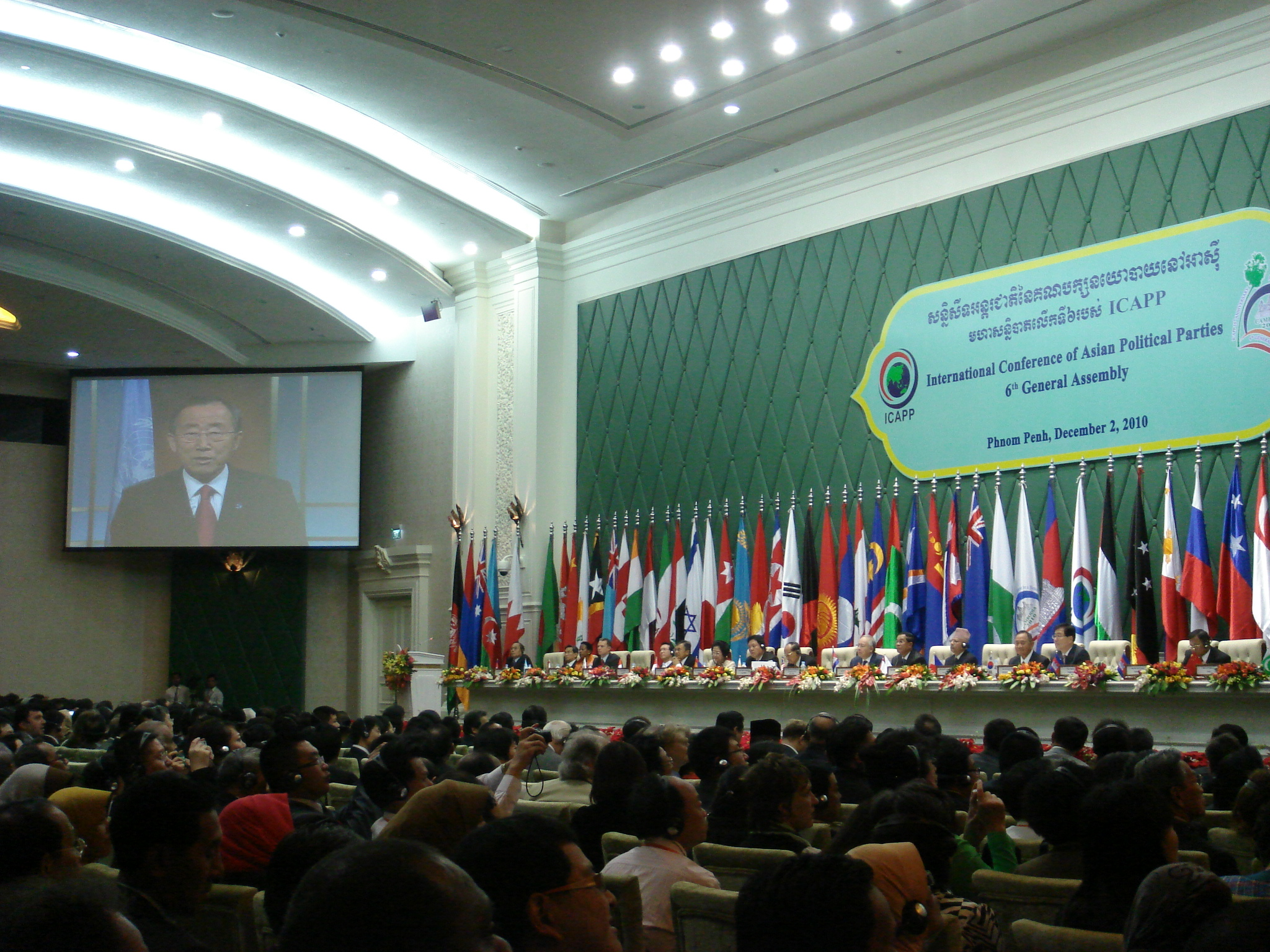
اجتماع الجمعية العامة في دورتها السادسة للـ ICAPP، المنعقد في بنوم بنه، كمبوديا، 1-4 ديسمبر 2010

استضاف حزب الشعب الكمبودي الجمعية العامة في دورتها السادسة للـ ICAPP بالتعاون مع حزب Funcinpec في بنوم بنه، كمبوديا، في الفترة من 1 إلى 4 ديسمبر 2010.
تم التخطيط لعقد اجتماع الجمعية العامة في دورتها الخامسة للـ ICAPP في إسلام أباد، باكستان، والتي استضافها في البداية من قبل الحزب الحاكم، حزب الشعب الباكستاني، في الفترة من 24 إلى 26 أكتوبر 2008، ولكن تم تغييره ليتم استضافته في أستانا، كازاخستان، في الفترة من 24 إلى 26 سبتمبر 2009. حضره 63 حزبا سياسيا من 34 دولة.
تمت استضافة الجمعية العامة في دورتها الرابعه للـ ICAPP من قِبل الحزب الوطني الكبير الحاكم وحزب أوري المعارض في سيول، كوريا، في الفترة من 7 إلى 10 سبتمبر 2006. وقد حضره 90 حزبا سياسيا من 36 دولة.